# L'albero dei frutti selvatici
L'albero dei frutti selvatici (Ahlat ağacı) è un film del 2018 diretto da Nuri Bilge Ceylan.
Il film è stato selezionato per rappresentare la Turchia ai premi Oscar 2019 nella categoria Oscar al miglior film in lingua straniera.

## Trama
Un anno e poco più della vita di un giovane turco, nipote di un imam e figlio di un maestro di scuola sulle rive dell'Egeo, poco distante dal sito di Troia. Villaggi sperduti, colline riarse, terra assetata e abbandonata. Ritorno dopo la laurea, in casa il padre maestro è in crisi tenta la fortuna nelle scommesse ai cavalli, perse regolarmente. Famiglia in bolletta. Disperata (tolgono anche la luce elettrica). Incontra l'ex fidanzata ora rinchiusa nel velo e sposa per volontà paterna. Tenta inutilmente il concorso a maestro, passa l'anno di servizio militare. Il giovane torna a casa. Il padre ora in pensione scava il pozzo di proprietà in cui cerca l'acqua. L'arretramento e il degrado economico galoppano.

## Riconoscimenti
- 2018 - Festival di Cannes
  - In competizione per la Palma d'oro